# Uramita
Uramita là một khu tự quản thuộc tỉnh Antioquia, Colombia. Thủ phủ của khu tự quản Uramita đóng tại Uramita Khu tự quản Uramita có diện tích 236 ki lô mét vuông. Đến thời điểm ngày 28 tháng 5 năm 2005, khu tự quản Uramita có dân số 7574 người.